# Авче
Авче (словен. Avče, итал. Auzza) је насељено место у општини Канал об Сочи, Горишка регија, Словенија.

## Историја
До територијалне реорганизације у Словенији било је у саставу старе општине Нова Горица.

## Становништво
У попису становништва из 2011. године, Авче је имало 240 становника.
| Број становника према пописима | Број становника према пописима | Број становника према пописима |
| ------------------------------ | ------------------------------ | ------------------------------ |
| 1991                           | 2002                           | 2011                           |
| 301                            | 293                            | 240                            |